# Verwaltungsgemeinschaft Goldene Aue (Sachsen-Anhalt)

Lage der Verwaltungsgemeinschaft im Landkreis Mansfeld-Südharz

In der Verwaltungsgemeinschaft Goldene Aue aus dem sachsen-anhaltischen Landkreis Mansfeld-Südharz hatten sich am 1. Januar 2004 die Verwaltungsgemeinschaft Helme sowie die Verwaltungsgemeinschaft „Kyffhäuser“ Berga-Kelbra-Tilleda zur Erledigung ihrer Verwaltungsgeschäfte zusammengeschlossen. Sie lag zwischen den Städten Kelbra (Kyffhäuser) und Artern. Sitz der Verwaltungsgemeinschaft war Kelbra. Auf einer Fläche von 127,25 km² lebten 10.979 Einwohner (Stand:31. Dezember 2006).
Die ursprünglich neun Mitgliedsgemeinden verringerten sich am 1. Januar 2009 auf acht, als sich die Gemeinden Brücken (Helme) und Hackpfüffel zu Brücken-Hackpfüffel vereinigten. Seit dem 1. Juli 2009 waren es nur noch fünf Gemeinden: Die bis dahin eigenständige Gemeinde Tilleda (Kyffhäuser) wurde nach Kelbra (Kyffhäuser) und die Gemeinden Martinsrieth und Riethnordhausen wurden nach Wallhausen eingemeindet.
Zum 1. Januar 2010 wurde die Verwaltungsgemeinschaft ausgelöst, ihre Mitgliedsgemeinden bildeten die neugegründete Verbandsgemeinde Goldene Aue. Letzter Leiter der Verwaltungsgemeinschaft war Ernst Hofmann.

## Gemeinden und Ortsteile
Zum Zeitpunkt ihrer Auflösung bestand die Verwaltungsgemeinschaft aus folgenden Gemeinden:
- Berga mit Bösenrode und Rosperwenda
- Brücken-Hackpfüffel mit Brücken und Hackpfüffel
- Edersleben
- Stadt Kelbra (Kyffhäuser) mit Sittendorf, Tilleda (Kyffhäuser) und Thürungen
- Wallhausen mit Hohlstedt, Martinsrieth und Riethnordhausen

## Wappen

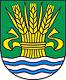
Wappen

Blasonierung: „In Grün eine aus einem mit zwei blauen Wellenleisten belegten silbernen Wellenschildfuß wachsende goldene Getreidegarbe mit drei Ähren, vier Blättern und einer Bindeschleife.“
Die Farben der Verwaltungsgemeinschaft waren: Gold (Gelb) – Grün.
Das Wappen wurde vom Heraldiker Lutz Döring gestaltet.